# Jürgen Lemke
Jürgen Lemke (* 1943 im Bezirk Cottbus) ist ein deutscher Diplom-Ökonom, Psychotherapeut und Autor.

## Leben und Wirken
Lemke studierte Ökonomie und war danach als Außenhandelskaufmann tätig. 1978 verlor er diese Stelle wegen seiner Homosexualität. Danach lehrte er als Dozent an der Hochschule für Ökonomie in Berlin-Karlshorst bis 1988.
1989 veröffentlichte Jürgen Lemke sein Gesprächsprotokollband Ganz normal anders, in dem erstmals 14 Biographien schwuler Männer in der DDR in einem Buch dargestellt wurden. 1990 wurde das daraus entstandene Theaterstück Ich bin schwul im Theater im Palast in Ost-Berlin aufgeführt.
Danach war Jürgen Lemke viele Jahre als Sozialpädagoge und Psychotherapeut in der Beratungs- und Therapieeinrichtung Kind im Zentrum (KiZ) des Evangelischen Jugendwerkes in Berlin mit Tätern und Opfern von sexueller Gewalt an Kindern tätig.

## Veröffentlichungen
Bücher
- Ganz normal anders. Auskünfte schwuler Männer (Interviewbuch), Aufbau Berlin, 1989, ISBN 3-351-01455-4
  - Ganz normal anders. Schwule Männer in der DDR, Luchterhand, Frankfurt am Main, 1989, ISBN 3-630-86697-2
- Hochzeit auf dänisch. Man(n) und Männer, Aufbau Taschenbuch 1992, ISBN 3-7466-0091-X; Neuauflage 1997
- Verloren am anderen Ufer? Schwule und lesbische Jugendliche und ihre Eltern, Aufbau Taschenbuch 1994, ISBN 3-7466-8999-6
- Härte. Mein Weg aus dem Teufelskreis der Gewalt, Ullstein Berlin, 2011, Neuauflage 2015, mit Andreas Marquardt über dessen Leben, 2015 verfilmt
- mit Carsten Stahl: Du Opfer, du Täter, 2018, ISBN 978-3-8338-6391-2

Theaterstücke
- Ich bin schwul. Männerbiografien, 1990, nach Buch Ganz normal anders

## Filmografie
Jürgen Lemke wirkte in drei Filmen mit.
Drehbuch
- 2015 Härte, Deutschland, Regie Rosa von Praunheim, nach seinem gleichnamigen Buch

Darsteller
- 2012 Unter Männern. Schwul in der DDR, TV-Film, als Gast

Über ihn
- 2017 Schön, dass Du da bist. Robin Zöffzig porträtiert Jürgen Lemke, Dokumentarfilm, in dem der Maler Robin Zöffzig Jürgen Lemke porträtiert, 46 Minuten[6][7]